# شروچیووتسه
شروچیووتسه (به لهستانی:  Sieruciowce) یک روستا در لهستان است که در گمینا نوو دوور واقع شده‌است.